# Mollarino
Il Mollarino è un fiume del Lazio, affluente del Melfa.

## Il Corso

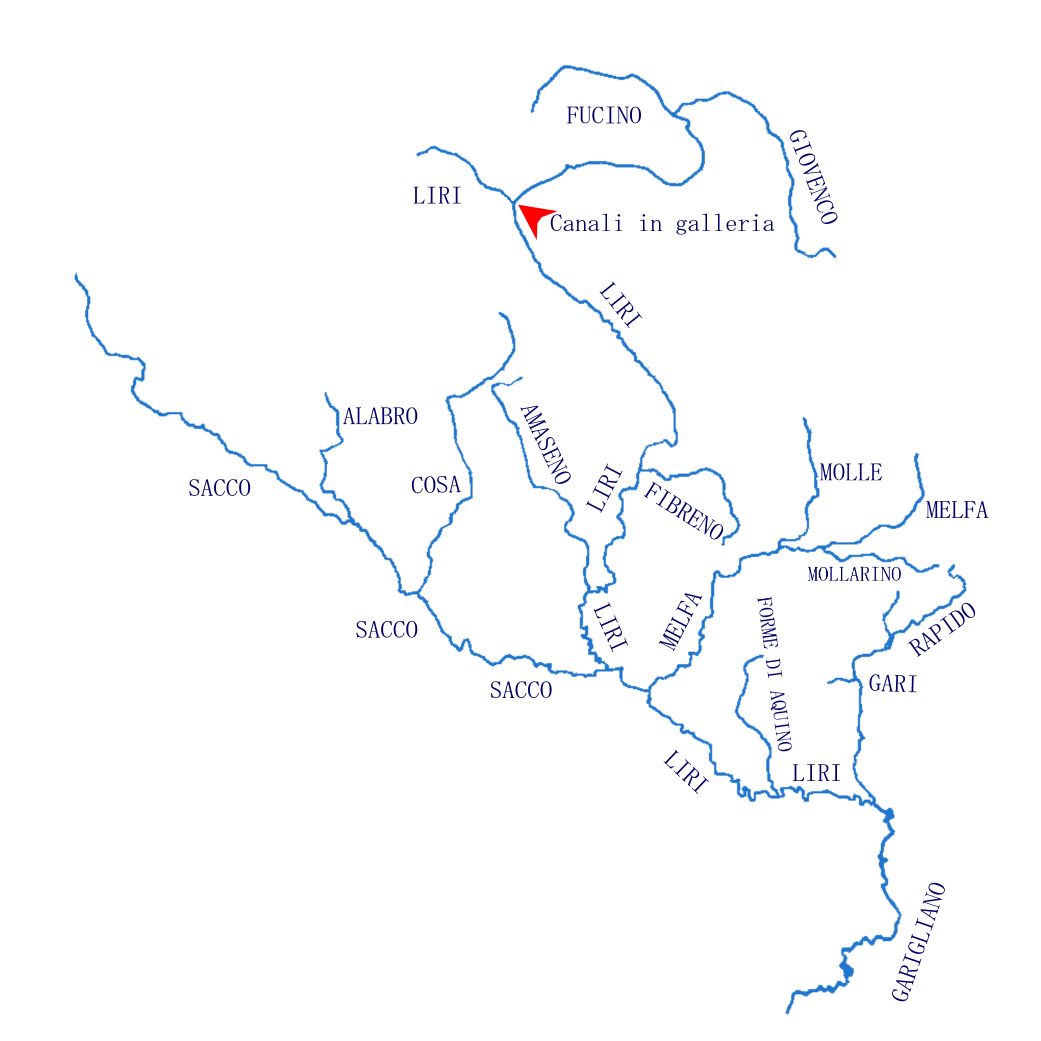
Schema del bacino idrografico Liri-Garigliano

Sgorga da una roccia nel versante laziale del parco nazionale d'Abruzzo, Lazio e Molise sotto il monte Meta. Attraversa la Valle di Comino nei comuni di Picinisco, Villa Latina e infine Atina. È il maggior affluente del fiume Melfa. Nel 1833, a seguito del distaccamento del territorio di Agnone (Villa Latina) dalla vicina Atina ci fu una accesa disputa fra i due paesi per chi avesse dovuto usufruire delle acque del fiume. La contesa terminò qualche decennio dopo ove prevalse il nuovo paese.

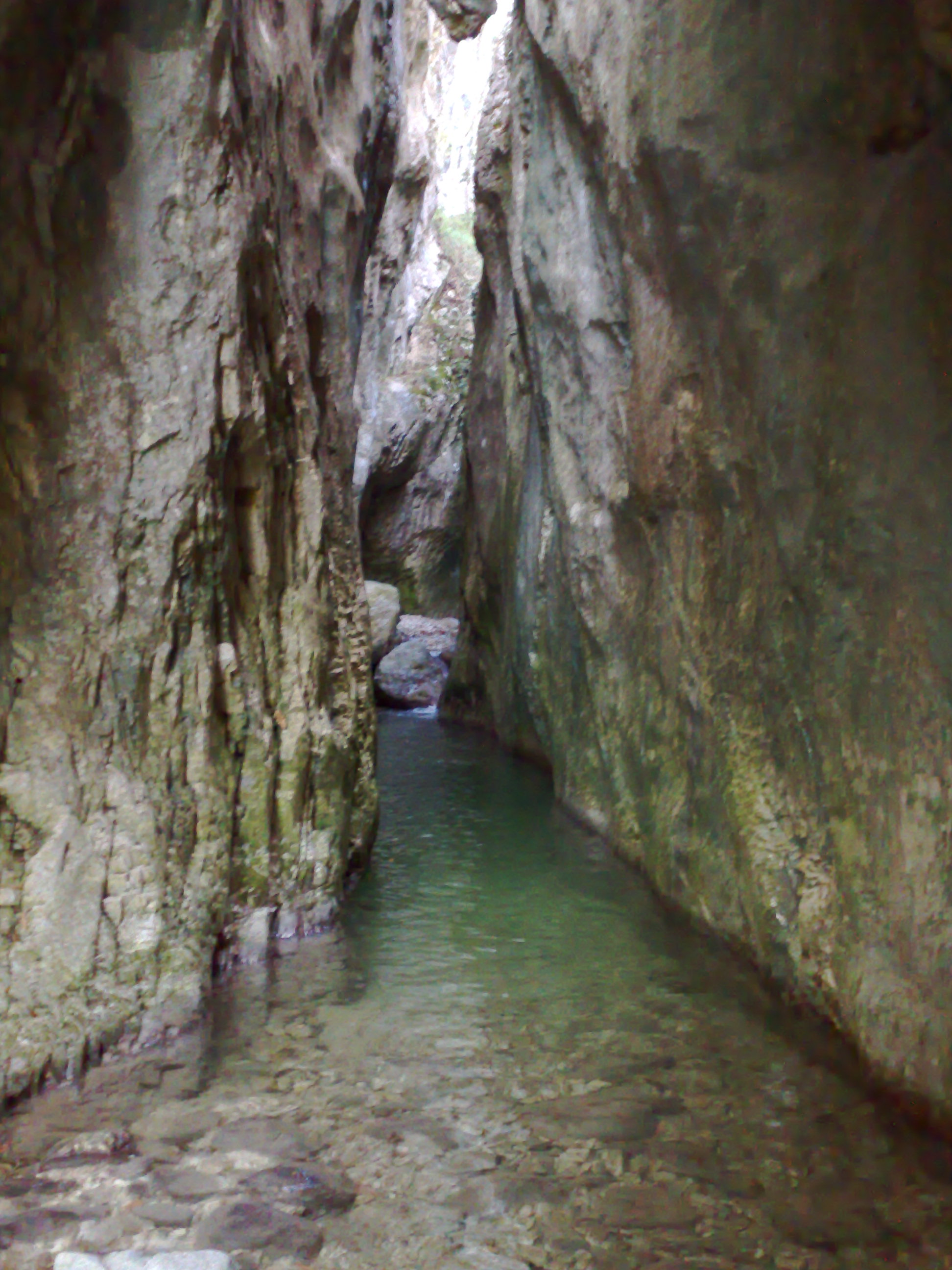
sorgente del fiume